# Iàkov Smuixkèvitx
Iakov Vladimirovitx Smuixkevitx (rus: Яков Владимирович Смушкевич) (Rokiškis, aleshores província de Kovno, actualment comtat de Panevėžys, 14 d'abril de 1902 – Barbix, regió de Kuibixev, 28 d'octubre de 1941) va ser un militar soviètic. Va ser el principal assessor militar per l'aviació de l'Exèrcit Republicà durant la Guerra Civil espanyola; comandant de la força aèria de l'Exèrcit Roig en la batalla de Khalkhin Gol, cap de la Força Aèria Soviètica (1939), Vicecomandant de l'Estat Major de l'Aviació de l'Exèrcit Roig (1940) i inspector general de la Força Aèria Soviètica. Va rebre el títol d'Heroi de la Unió Soviètica en dues ocasions. Va ser detingut i executat el 1941, sent rehabilitat pòstumament el 1954.

## Biografia
Iakov Smuixkevitx va néixer en el si d'una família jueva al poble de Rakixki, a la província de Kovno, al nord-est de Lituània. Va participar en la Guerra Civil Russa al front occidental com a comissari d'un regiment. Va participar en els combats a Baranovitxi. Des de 1922 realitzà una tasca política a un esquadró a Minsk.
El 1931 es va graduar a l'Acadèmia Militar de Pilots de Katxin, convertint-se en comissari de les tropes d'aviació estacionades a Vitebstk, passant a formar part de la Força Aèria de l'Exèrcit Roig.
Des de novembre de 1936 al 17 de juny de 1937, Smuixkevitx lluita a la Guerra Civil espanyola amb el contingent de voluntaris soviètic, amb el sobrenom de general Douglas, exercint com a assessor principal en matèria d'aviació, sent cap de la defensa de Madrid. El 21 de juny de 1937 va rebre el títol d'Heroi de la Unió Soviètica.
En tornar d'Espanya el 1937 es va graduar als cursos de capacitació per a oficials de l'Acadèmia Militar Frunze, assumint aquell mateix any el càrrec de Cap Adjunt de la Força Aèria de l'Exèrcit Roig. El 5 d'agost de 1939 comanda l'aviació del 1r Grup d'Exèrcits a la batalla de Khalkhing Gol contra el Japó. Per la seva valentia i coratge contra els invasors japonesos a Khalkhin Gol, el comandant de cos Iakov Smuixkevitx rep el 17 de novembre de 1939 una segona Estrella d'Or d'Heroi de la Unió Soviètica. El govern de Mongòlia li concedeix l'orde de la Bandera Roja de la República Popular de Mongòlia.
El 19 de novembre de 1939 és nomenat comandant de la Força Aèria de l'Exèrcit Roig i promogut a Komandarm de 2n Rang (Comandant d'Exèrcit de 2n rang) i vicecap de l'Estat Major de l'Aviació de l'Exèrcit Roig. També passa a ser candidat a membre del PCUS, així com candidat a ingressar al Soviet Suprem.
El 4 de juny de 1940 és promogut pel Consell de Comissaris del Poble al rang de tinent general d'aviació. L'agost és nomenat pel càrrec d'Inspector General de la Força Aèria de l'Exèrcit Roig; i al desembre, és nomenat assistent del Cap de l'Estat Major de l'Exèrcit Roig per l'aviació.
El 8 de juny de 1941 va ser detingut per l'NKVD, acusat de participar en una organització militar en la qual, suposadament, es van dur a terme "treballs hostils dirigits a la derrota de la República Espanyola, a la reducció d'entrenament de combat de la Força Aèria de l'Exèrcit Roig i a un augment dels accidents de la Força Aèria Roja". Com a resultat de la investigació, Smuixevitx i d'altres detinguts van admetre les acusacions; i el 28 d'octubre de 1941, cinc mesos després de la seva detenció, va ser afusellat al poble de Barbix, a la regió de Kuibixev, d'acord amb les instruccions donades pel Comissari d'Afers Interns Lavrenti Béria el 18 d'octubre de 1941. Mitjançant un decret del Presídium del Soviet Suprem del 21 de març de 1947 se li retiraren els títols d'Heroi de la Unió Soviètica, així com totes les seves condecoracions.
El 1954, en plena desestalinització, va ser rehabilitat pòstumament. Pel decret del Presídium del Soviet Suprem de 15 de març de 1957 se li retornaren els seus títols i honors.
El 17 d'agost de 2008, al cementiri de l'Acadèmia Militar de l'Aire Gagarin s'inaugurà un monument en memòria de Iakov Smuixheitx.

## Condecoracions
- Heroi de la Unió Soviètica (2)
- Orde de Lenin (2)
- Medalla del 20è Aniversari de l'Exèrcit Roig
- Ordre de la Bandera Roja de la República Popular de Mongòlia